# アルベルト・ビゴン
アルベルト・ビゴン（Alberto Bigon、1947年10月31日 - ）は、イタリア・パドヴァ出身の元サッカー選手、ポジションは攻撃的MF。

## 経歴
当初はFWとしてプレーしていたが、次第に得点力の高い攻撃的MFとしてプレーするようになった。
ACミランには1971-72シーズンから1979-80シーズンまで在籍、329試合で90得点を挙げた。1972-73シーズンにはカップウィナーズカップ優勝、1978-79シーズンにはセリエAを制した。
現役引退後は1986年にレッジーナで監督業を始めた。1989-90シーズンにSSCナポリの監督に就任、そのシーズン、ディエゴ・マラドーナ、カレッカらの活躍もあり、ナポリに2度目のセリエA制覇をもたらした。2008年にNKインテルブロック・リュブリャナの監督を退任したのを最後に監督業を退いた。

## タイトル

### 選手時代
ミラン
- セリエA : 1978-79
- コッパ・イタリア : 1971–72, 1972–73, 1976–77
- カップウィナーズカップ : 1972-73

### 監督
ナポリ
- セリエA：1989-90
- スーペルコッパ・イタリアーナ : 1990
- コッパ・イタリア : 1994-95

シオン
- スーパーリーグ : 1996-97
- スイス・カップ : 1997

オリンピアコス
- ギリシャ・スーパーリーグ : 1999-2000

個人
- ACミランの殿堂